# Leptotarsus (Macromastix) decoratus
Leptotarsus (Macromastix) decoratus is een tweevleugelige uit de familie langpootmuggen (Tipulidae). De soort komt voor in het Australaziatisch gebied.